# Конрад II (герцог Швабії)
Конрад II (нім. Konrad II.; 1172 — 15 серпня 1196) — герцог Швабії в 1191—1196 роках, герцог Ротенбургу.

## Життєпис
Походив з династії Гогенштауфенів. П'ятий син Фрідріха I, імператора Священної Римської імперії, та Беатріси Бургундської. Народився у лютому-березні 1172 року. Невдовзі отримав графство Ротенбург. Виховувався при батьківському дворі. У 1187 році було домовлено про його шлюб з Беренгарією, спадкоємицею Кастилії. У 1188 році було підписано шлюбний контракт, за яким Альфонсо VIII зобов'язувався сплатити як посаг 42 тис. мараведі. Того ж року відбулися святкування у м. Карріон з прибуттям Конрада, якого було висвячено на лицаря. Втім шлюб не було консумовано через малий вік молодят. Невдовзі Конрад повернувся до Німеччини. Невдовзі отримав від імператора Фрідріха I, який вирушав у хрестовий похід, володіння Вайссенбург і Егер, а також підвищення Ротенбургу до герцогства.
1190 року дружина Беренгарія повинна була прибути до Конрада, але не зробила цього. Натомість вона звернулася до Папи Римського Целестина III щодо анулювання шлюбу. Невдовзі це було здійснено.
Водночас у 1190 році загинув батько Конрада, а 1191 року помер в Палестині брат Фрідріх VI, герцог Швабії. Невдовзі Конрад супроводжував старшого брата Генріха VI, що рушив до Риму задля проведення церемонії коронації імператором. Останній передав Конраду Швабське герцогство, до якого невдовзі долучив володіння Вельфа VI у Верхній Швабії.
У 1191—1194 роках успішно допомагав братові на півдні Італії з підкорення Сицилійського королівства. 1194 року призначено імператорським вікарієм в Франконії. 1196 року Конрад II рушив проти бунтівного герцога Бертольда V фон Церінгена, але його було вбито в Дурласі. За однією з версій вбивцею був чоловік жінки, яку Конрад II згвалтував. Відповідно до іншої — Конрада було укушено в очі (за іншою хронікою — в лівий сосок) дівчиною, яку він намагався згвалтувати, і він помер від отриманої інфекції.

## Родина
Дружина - Беренгарія I
Діти: не було